# Tinea metathyris
Tinea metathyris är en fjärilsart som beskrevs av Edward Meyrick 1935. Tinea metathyris ingår i släktet Tinea och familjen äkta malar.
Artens utbredningsområde är Taiwan. Inga underarter finns listade i Catalogue of Life.